# U-Bahnhof Lima (Mailand)
Der Bahnhof Lima ist ein Tunnelbahnhof der U-Bahn Mailand Linie M1. Er wurde nach dem gleichnamigen Platz (piazza Lima) benannt.

## Geschichte
Ende der 1950er Jahre wurde mit dem Bau des ersten Streckenabschnittes der U-Bahn Mailand begonnen, die von Marelli nach Lotto führen sollte. Dazu gehörte unter anderem der Bahnhof Lima.
Die Strecke wurde am 1. November 1964 eröffnet.

## Lage
Wie jeder Bahnhof der Linie M1 hat der Bahnhof Lima zwei Gleise mit Seitenbahnsteigen. Über dem Bahnsteigniveau befindet sich ein Zwischengeschoss mit Zutrittskontrolle. Die architektonische Ausstattung wurde wie bei allen Bahnhöfen der Linien M1 und M2 von den Architekten Franco Albini und Franca Helg und vom Grafiker Bob Noorda gestaltet.

## Anbindung
Am Bahnhof besteht Umsteigemöglichkeit zwischen der U-Bahn-Linie M1 und den Buslinien 60 und 81.
| Linie | Stationen im Verlauf |
| ----- | --- |
|       | Sesto 1º Maggio FS – Sesto Rondò – Sesto Marelli – Villa San Giovanni – Precotto – Gorla – Turro – Rovereto – Pasteur – Loreto – Lima – Porta Venezia – Palestro – San Babila – Duomo – Cordusio – Cairoli – Cadorna FN – Conciliazione – Pagano – Buonarroti – Amendola – Lotto – QT8 – Lampugnano – Uruguay – Bonola – San Leonardo – Molino Dorino – Pero – Rho Fiera – Wagner – De Angeli – Gambara – Bande Nere – Primaticcio – Inganni – Bisceglie |